# Marie-Louise Coleiro Preca
Marie-Louise Coleiro Preca, née le 7 décembre 1958 à Qormi, est une femme politique maltaise, membre du Parti travailliste et présidente de Malte de 2014 à 2019.

## Biographie
Marie-Louise Coleiro Preca est diplômée de l'université de Malte en droit et relations internationales ainsi qu'en notariat public. Inscrite au Parti travailliste, Marie Louise Coleiro Preca est membre de la Chambre des députés à partir de 1998. Elle est ministre de la Famille et de la Solidarité sociale de 2013 à 2014 dans le gouvernement de Joseph Muscat.
Le 1er avril 2014, elle est élue présidente de la République par le Parlement à l'unanimité et entre en fonction le 4 avril.